# 泉すず

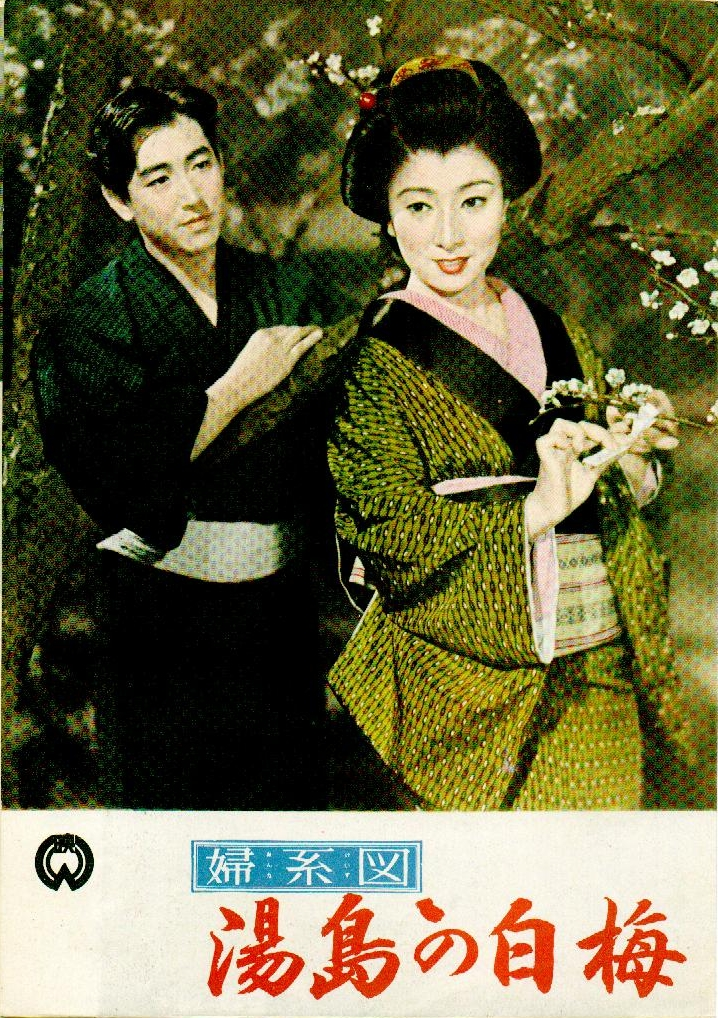
お蔦を演じる山本富士子

泉 すず（いずみ すず、1881年（明治14年）9月28日 - 1950年（昭和25年）1月20日）は日本の芸者。泉鏡花の妻。『婦系図』、お蔦のモデル、旧姓は伊藤。芸者時代の名前は「桃太郎」。

## 生涯
愛知県出身。東京の神楽坂で芸者をしている時に泉鏡花と出会う。すずに惚れた鏡花は身請けし二人は同棲するが、鏡花の師である尾崎紅葉は二人の同棲の事実を知り激怒する。一旦、二人は別れるが紅葉の死後、結婚する。佐藤春夫のエッセイ「幽香嬰女伝」(1960年3月号 「群像」)によると、鏡花没後、冥界の鏡花の様子を知人に生ける人のように語ったという。鏡花の弟 豊春(筆名 斜汀)の遺腹女児 名月を1942年、10歳のとき養女にし、実母サワもともに六番町の家に住むようになった。鏡花が遺したおびただしいウサギコレクションにびっくりしたという名月は、原稿や書簡を整理するうちに、鏡花の世界に惹かれ、後に研究者・発信者として鏡花文学を伝える人生を歩み、泉鏡花記念館名誉館長も務めるようになっていった(『広報ずし』No.818、2011 年4月号)。
すず、名月、それにサワは1944年、熱海に疎開。近所に谷崎潤一郎が住んでいた。すずは1950年1月20日、息を引き取ったが、名月はサワとともに熱海に残った。ところが1952年に借家が立ち退きにあい、二人は東京、愛知を経て、1955年、逗子・山の根の寺木正方宅の隣家に引っ越した。正方の父である寺木定芳(鏡花の門人、歯科医)の紹介である。名月は家事を実母サワに任せ、研究・文筆活動に専念し、1968年には明治大学大学院修士課程日本 文学専攻を修了。修士論文は「泉鏡花作品本文考察」。泉名月は、2008年7月6日、腎不全で74歳の生涯を終えた。
婦系図の名ゼリフ「別れろ切れろは芸者の時にいう言葉。私には死ねとおっしゃってくださいな」は、すずの苦悩の表現として有名である。

## お蔦を演じた人物
- 婦系図（1934年公開、松竹製作）お蔦役、田中絹代。
- 婦系図（1942年公開、東宝製作）お蔦役、山田五十鈴。
- 婦系図 湯島の白梅（1955年公開、大映製作）お蔦役、山本富士子。

他、多数の女優が演じている。